# Convergence occitane
Convergence occitane (Convergéncia Occitana en occitan) est un collectif associatif qui rassemble soixante et onze associations culturelles dans la région de Toulouse principalement.
Elle fut créée le 20 juillet 1998 à Toulouse. Au-delà des problèmes d'intendance, il s'agissait pour le collectif de déterminer et d'impulser une véritable politique culturelle occitane et inscrite dans la modernité. Cette structure de synergie cherche à donner aux associations concernées les moyens dont elles ont besoin.
Un des premiers objectifs en accord avec la mairie de Toulouse est la création d'un « Ostal d'Occitània », maison commune et centre nerveux de cette nouvelle dynamique. L'événement se veut être un tournant pour élaborer une politique internationale[réf. souhaitée] à la hauteur de la vocation de la culture Occitane et d'une ville comme Toulouse.
Son siège, l'Ostal d'Occitània se trouve dans l'hôtel de Boysson à Toulouse. Il est inauguré le 16 décembre 2006.
Son président actuel est Jean-François Laffont.

## Convergéncia occitana est constituée de
- Acadèmia de las arts e sciéncias del pastèl
- ADOC Tarn
- Aragon Miègjorn-Pirenèus
- Brancaleone (association)
- Breizh en òc
- Associacion dels Cadres Catalans de Miègjorn-Pirenèus
- Joventut Mondina
- Associacion occitana d'esquí
- Caireforcs Catars
- Carrefour Culturel Arnaud Bernard
- Calandreta : (Calandreta de Castanet Tolosan ; Calandreta de Còsta Pavada ; Federacion de las Calandretas de Nauta Garona ; Federacion de las Calandretas de Miègjorn-Pirenèus ; Calandreta de País Murethin ; Calandreta de Sant Çubran ; Calandreta de L'Union ; Calandreta de Bocòna)
- Casal Català de Tolosa de Llenguadoc
- Centre d'Estudis de la Literatura Occitana
- Cèrcle Ramon Llull
- Centre de Formacion Professionala de Miègjorn-Pirenèus
- CREO (Centre regional d'estudis Occitans (CREO) de Tolosa ; Centre regional d'estudis Occitans (CREO) de Nauta Garona)
- Collectiu per l'audiovisual en occitan
- Collègi d'Occitània
- Comèdia occitana tolzana
- Compagnie Arthémuses 31
- Consistòri del Gai Saber
- D'arts e d'òc
- Companhons del paratge
- Coordinacion Occitània musicala
- Escambiar
- Escòla occitana d'estiu
- Fabrique Giscard
- Félibrige : Maintenance toulousaine du Félibrige.
- Festenal Deodat de Severac de Sant Elix de Lauragués
- Flama Catara
- Fondacion Occitània
- Institut d'Estudis Occitans (IEO) Nacional (ainsi que l'IEO Miègjorn-Pirenèus, l'IEO 31)
- Infoc
- Institut Occitània al-Andalus
- La poesia
- Letras d'òc
- Lo jaç
- Lo poton de Tolosa (danses folkloriques)
- Mantenença de Lengadòc
- Med'Òc Tolosa
- Musica d'Òc
- Occitània Television
- Ofici per l'occitan
- Oklahoma-Occitània (OK-Òc)
- Org&com
- Ostal d'Occitània de l'Union
- País de Catinou e Jacouti
- Ràdio Occitània
- RESSOC
- Set de cant
- Talent d'Òc
- Tam-tam (association)
- Teatre Interregional Occitan - La Rampe
- Tolosa Brasil País d'òc
- Tolosa cantèra
- TRIOC
- Vent Terral